# Behavioral and Brain Functions
Behavioral and Brain Functions is een peer-reviewed wetenschappelijk tijdschrift dat onderzoek op het gebied van de neurowetenschap en meer speciaal de neuronale mechanismen van gedrag publiceert. Het wordt sedert 2005 uitgegeven door BioMed Central. Volgens de Journal Citation Reports was in 2021 de impactfactor 3,950. De eerste hoofdredacteur was Terje Sagvolden (Universiteiten van Oslo en Tromsø); hij werd opgevolgd door Vivienne A. Russell (Universiteit van Kaapstad). Sedert 2017 is Wim Crusio hoofdredacteur.